# Volvo
Aktiebolaget Volvo är moderbolag för Volvokoncernen, även Volvo Group, som tillverkar lastbilar, bussar, anläggningsmaskiner, marina och industriella drivsystem. Koncernen har även finansiella tjänster. Volvo har 103 985 anställda med produktion i 18 länder och försäljning på omkring 190 marknader. Volvoaktien är noterad på Stockholmsbörsen. År 1999 sålde Volvo bilproduktionen Volvo Personvagnar till amerikanska Ford Motor Company, som 2010 sålde det vidare till kinesiska Geely. Huvudkontoret för AB Volvo ligger i Lundby på Hisingen i Göteborg.

## Historia
AB Volvo bildades ursprungligen 1915 med ett aktiekapital på 200 000 kr som ett dotterbolag till SKF. Assar Gabrielsson var försäljningschef vid SKF då han tog initiativet till grundandet av AB Volvo och återupplivandet av varumärket som inregistrerats 1915 av SKF. AB Volvo var då ett vilande bolag som inregistrerats av SKF redan den 5 maj 1915 med dåvarande reklamchefen Björn Prytz som idégivare. De ursprungliga planerna för bolaget Volvo hade varit att använda det som ett bolag och varumärke för i första hand en speciell serie av kullager, avsedd för den amerikanska fordonsmarknaden, men detta skrinlades tidigt. Den första bilen rullade ut från fabriken 14 april 1927, strax efter klockan 10.
Motivet till idén om en personbilsindustri inom SKF var till en början att få in en fot i biltillverkningen för att få konkurrensfördelar vid utveckling och försäljning av nya lager till fordonsindustrin.  För att konkret visa för SKF:s styrelse att idén om att tillverka bilar skulle hålla erbjöd sig Gabrielsson att med privat kapital ta fram en provserie bilar och en komplett investeringskalkyl inkluderande en ny produktionsanläggning för personbilstillverkning. 1924 inledde han så ett samarbete med Gustaf Larson på AB Galco i Stockholm, tidigare anställd på SKF och med erfarenhet av personbilskomponenter från sin tid som konstruktör i England på företaget White & Poppe.
De lyckades i augusti 1926 övertyga ledningen inom SKF att tillverkning av bilar skulle kunna bli en lönsam verksamhet och gynna den egna utvecklingen och försäljningen av kullager. 
Vid ett styrelsemöte i Hofors den 10 augusti 1926 grundades Aktiebolaget Volvo som ett dotterbolag till SKF med verksamhetsbeskrivningen "tillverkning av automobiler". Volvo räknar idag det officiella datumet för grundandet av personbilstillverkningen till den 14 april 1927, då den första bilen lämnade monteringslinjen i fabriken på Hisingen i Göteborg. Gabrielsson utsågs till Volvos första verkställande direktör och tillträdde 1 januari 1927. Gustaf Larson utsågs till vice vd och teknisk chef. För de utlägg Gabrielsson hade haft för sitt 'privata' projekt mot att han lämnade över samtliga 10 förseriebilar, ritningar, verktyg, investeringskalkyler med mera till AB Volvo genom ett avtal som tecknades den 12 augusti 1926 mellan Björn Prytz, som representant för SKF, och Assar Gabrielsson. Gustaf Larson fick betalt. Enligt avtalet mellan Gabrielsson och Larson fick Gustaf Larson en ersättning på totalt 20 000 kronor, i penningvärde 2007, cirka 500 000 kr. av Gabrielsson för sitt arbete enligt det "privata" avtal som hade tecknats 1925 mellan Gabrielsson och Larson.

### Namnet Volvo

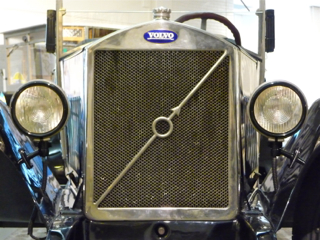
Helmer MasOlle formgav Volvo-emblemet.

Namnet Volvo är latin och betyder ungefär "jag rullar". AB Delmar & Co Patentbyrå lämnade – som ombud för Aktiebolaget Volvo – den 11 maj 1915 in en ansökan om registrering till Patentverket av varumärket "Volvo": "Märket torde registreras för lager, särskildt kullager och rullager, maskiner, transmissioner, automobiler, velocipeder, järnvägsmateriel, transportanordningar och transportmedel af alla slag samt delar av och tillbehör till nämnda varuslag, och göres anspråk på ordet VOLVO såsom en för nämnda varuslag särskildt uppfunnen benämning." Namnet fick därefter vila fram till 1926.
Namnet ansågs vara bra för ett kullager, men skulle även passa bra för en automobil och varumärket "Volvo" var redan skyddat även för "automobiler" genom att det ingick i den ursprungliga varumärkesförteckningen för ordet Volvo vid ansökan 1915. Namnet "dammades nu av" för att användas till den planerade biltillverkningen.
Volvo har tre varumärkessymboler, vilka använts i reklam- och designsammanhang allt sedan den första bilen producerades 1927. I början kallades den för "den svenska bilen". Symbolen för järn – Järnmärket eller Marstecknet – knöt an till det svenska stålet och den svenska järnhanteringen. I mitten på kylaren placerades den, men för att kunna göra det, monterades en plåtlist diagonalt över kylaren. Också denna växte till en stark symbol för Volvo och deras produkter. Ytterligare en symbol för Volvo är texten "VOLVO", i typsnittet Egyptienne. År 2006 blev järnmärket gemensam logotyp för AB Volvo och Volvo Personvagnar i deras kommunikation av varumärket Volvo.

### Volvo startar produktion

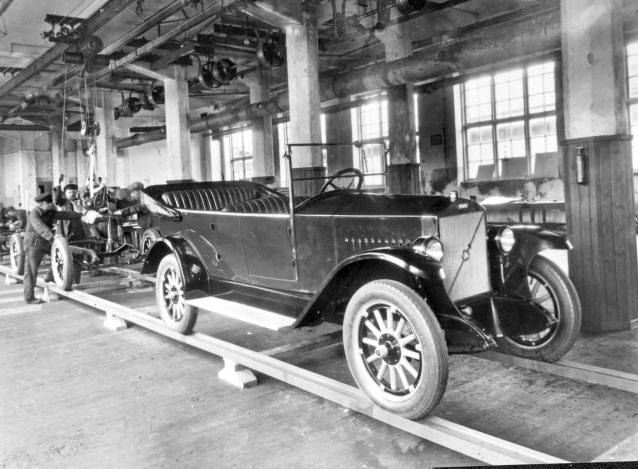
1927 lämnade den första serietillverkade personbilen Volvos bilfabrik.

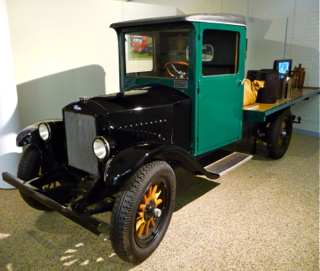
En tidig Volvolastbil.

Bolaget startade tillverkningen på hösten 1926 i Nordkulans fabrikslokaler (idag heter byggnaden BC och ligger i Lundby) på Hisingen, som uppförts 1915 och tidigare ägts av Nordiska kullagerfabriken AB som gått i konkurs 1921. Anläggningarna ropades in av Svenska Handelsbanken, som drev rörelsen till december 1925, då de ropades in på en exekutiv auktion av SKF. SKF stöttade dessutom satsningen initialt med ett aktiekapital av 200 000 kronor samt en rörelsekredit på 1 miljon kronor. Den första serietillverkade bilen, med modellbeteckningen Volvo ÖV4 rullade ut ur fabriken den 14 april 1927, detta blev det officiella datumet för Volvos grundande. Redan innan biltillverkningen startade hade Gabrielsson och Larsson planerat för en lastbilstillverkning. Den första ritningen med beteckningen "lastvagn" är daterad 4 december 1926 och ritades av Volvos första tjänsteman Henry Westerberg.
Volvos affärsidé, som den formulerades redan från starten:
- Att tillverka och sälja automobiler i Sverige och på export
- Att huvudparten av alla väsentliga komponenter i Volvos bilar skulle vara konstruerade och ritade av egna tekniker
- Att försäljningen av bolagets produkter skulle ske genom fristående återförsäljare

I september 1929 kunde Volvo uppvisa en mindre vinst, på 1 579 kronor (motsvarande i penningvärde 2007, cirka 40 000 kronor). Gabrielsson telegraferade då till William Batt, chefen för SKF i Philadelphia USA: "Vi börjar till sist skönja dagsljuset. Senaste månaden hade vi en vinst - men ack så liten".

### Koncernen växer

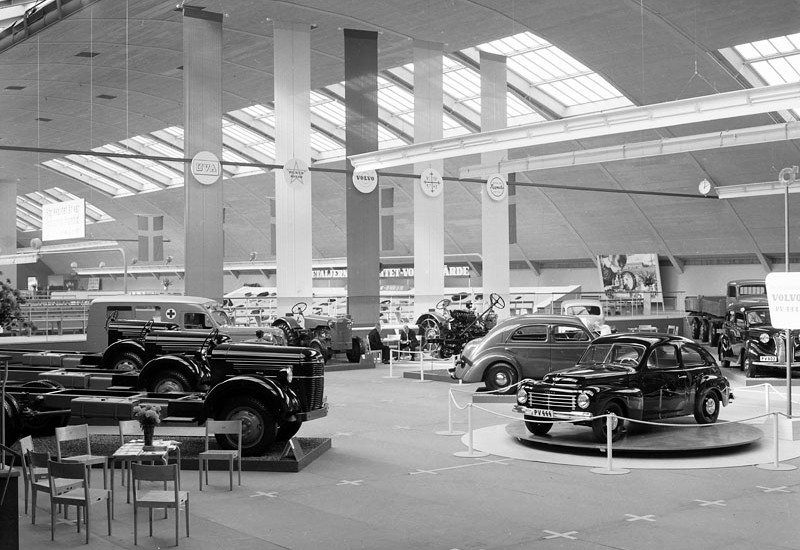
Volvos utställning i Kungliga tennishallen 1944.

Volvo började snart att bredda verksamheten och tillverkning av lastbilar startade. Lastbilarna var fram till 1950-talet den mest lönsamma delen av företaget och hade en avgörande roll i företagets tidiga framgångar. Lastbilarna såldes i såväl Sverige som utomlands. Man fick även stora försvarsorder från 1930-talet och framåt. 
Volvo satsade från början på underleverantörer framför att tillverka komponenter på egen hand. Motorer levererades av Pentaverken i Skövde, Bofors levererade chassiramar och Svenska Stålpressnings AB i Olofström och Husqvarna levererade delar samt kullager från Volvos ägare SKF. Volvo kom sedan att köpa upp flera av verksamheterna som till exempel Penta-Verken i Skövde och Köpings mekaniska verkstad (växellådstillverkning). Vidare köper Volvo AB Bolinder-Munktell och Svenska Flygmotor AB.

### Volvo blir ett internationellt storföretag
I slutet av andra världskriget (januari 1945) var Volvo det enda företag i världen som producerade personbilar, lastbilar, bussar och traktorer. Efterkrigstidens tillväxt gjorde Volvo till ett internationellt företag med verksamheter över hela världen, vad gäller samtliga produkter. Tillväxten innebar ett fyrfaldigat antal anställda och tiofaldigad omsättning. På lastbils- och bussidan utvecklades företaget till ett av de stora företagen. Personbilsdelen växte explosionsartat genom modeller som Volvo PV 444, Volvo PV 544 och Volvo Amazon. Volvo omsatte 483 miljoner kronor år 1954, hade 4 500 anställda och ett aktiekapital på 75 miljoner kronor.
Volvos chef vid denna tid var Gunnar Engellau som bland annat drev på satsningen på USA-marknaden som kom att bli företagets viktigaste marknad på personbilssidan. Under 1960-talet följde flera nya fabriker utanför Sverige, bland annat i Gent startades tillverkning upp. Då Engellau tog över ledningen av Volvo hade man 12 000 anställda, omsatte 600 miljoner kronor och tillverkade 31 000 bilar. Då han lämnade Volvo uppgick antalet anställda till 40 000 personer, man omsatte 6 miljarder kronor och tillverkade 205 000 bilar. Gunnar Engellau var VD mellan 1956 och 1971 och styrelseordförande ända fram till 1978.
Gabrielsson och Larson ville premiera de anställda som varit med länge. Därför beslöt man att dela ut aktier efter 25, 35 och 45 år. Dessutom ville de premiera de allra "äldsta" litet extra. Klubben "15 äldste" bildades därför den 1 december 1959. Den består av de 15 som har längst anställningstid och ännu är aktiva. Efter att en medlem gått i pension, kan denne fortfarande delta i de olika aktiviteter som företaget anordnar. Det första årets 15 äldsta var: Henry Westerberg, Gunnar Olsson, Gustaf Rhodin, Rolf Hanson, Axel Olofsson, Johan Härdin, Edvin Bäck, Frey Berg, Hugo Hansson, Nils Hellgren, Erik Larsson, John Krantz, Gösta Käck, Sven Johansson och Nils Palmquist.

### Gyllenhammar-eran

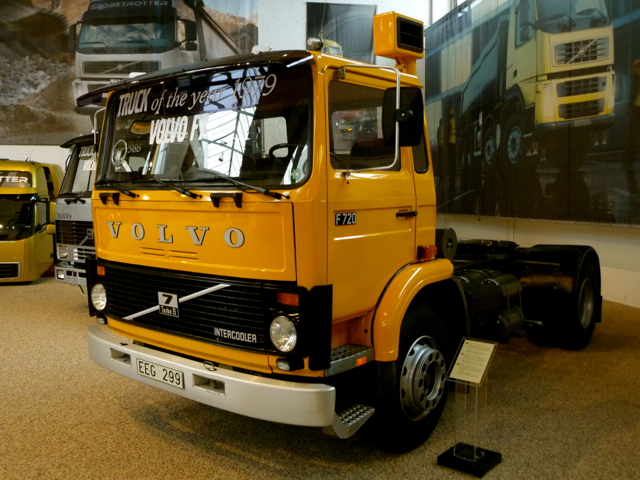
Volvo F7

Från 1970 var koncernens starke man Pehr G. Gyllenhammar. Volvo-koncernen var redan vid Gyllenhammars tillträde ett av Sveriges största företag och Gyllenhammar själv försökte genomföra flera stora affärer. Under Gyllenhammars ledning skedde flera strategiska beslut, mer eller mindre lyckade. Under Gyllenhammars tid diversifierades Volvo till livsmedels- och läkemedelsbranscherna, genom förvärv av Procordia och Pharmacia. Volvo satsade även på Volvo Fritid med Jofa som dominerande företag. Under Gyllenhammars ledning skedde nyetableringar med sammansättningsfabriker för personbilar i Kalmar och Uddevalla. Fabrikerna lades senare ned. Volvos behov av en mindre personbil gjorde att nederländska DAF:s personbilstillverkning köptes 1975.
Bland avbrutna satsningar märks ett storskaligt oljesamarbete med norska staten, ett tänkt samgående mellan Volvo och Saab AB:s personbilsdivision och den kortvariga alliansen med Anders Walls Beijerinvest, samt stödet till Fermenta. 
Under mitten av 1970-talet befann sig de svenska personbilstillverkarna i svår kris, och förslag om en fusion mellan Saab och Volvo lanserades 1977. Beijerinvest slogs 1981 samman med Volvo och Anders Wall blev styrelseordförande i Sveriges största företag. De skillnader i företagskultur som fanns mellan Beijerinvest och Volvo ledde med tiden till konflikter mellan Wall och Volvos VD Pehr G. Gyllenhammar. 1983 övertog Gyllenhammar rollen som ordförande och Wall degraderades till vice ordförande.
Den 20 december 1979 på en presskonferens i Genève, presenterades samarbetet Volvo–Renault. Under 1980-talet utvecklades samarbetet med Renaultkoncernen, som fortsätter än idag. Gyllenhammars planer på en sammanslagning av Volvo Personvagnar med Renault misslyckades. Motståndet internt på Volvo växte under perioden då samarbetet fördjupades inför den planerande sammanslagningen. Gyllenhammar tvingades därför lämna ordförandeskapet i AB Volvo den 2 december 1993, fem dagar före den extra bolagsstämman. Till ny ordförande utsågs den 20 december ABB-direktören Bert-Olof Svanholm.

### Försäljning av Volvo PV

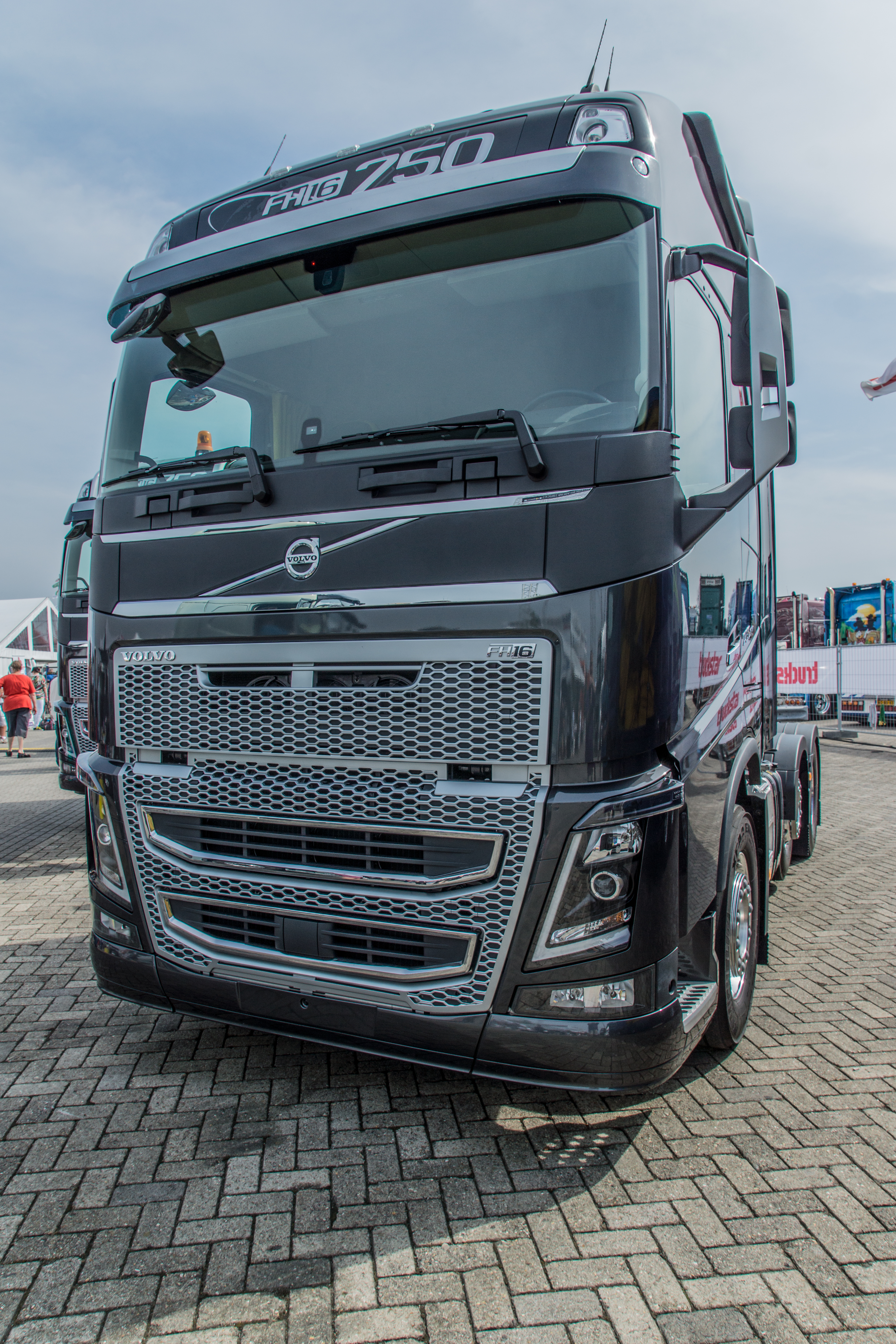
Volvo FH16.

Sören Gyll hade tillträtt som vd 1992 och efterhand blivit kritisk till sammanslagningen med Renault. Efter Gyllenhammar-eran markerade han återgången till kärnverksamheten. Volvo sålde ut sitt ägande i andra verksamheter, till exempel Pharmacia.
Leif Johansson tillträdde som VD och koncernchef 1997. År 1999 sålde AB Volvo personbilstillverkningen till Ford Motor Company. Det kvarvarande AB Volvo tillverkade bland annat anläggningsmaskiner, bussar, lastbilar, båtmotorer och komponenter till flygmotorer. Försäljningen av personbilstillverkningen gav ekonomiska resurser att genomföra uppköp, vilket inte minst ägde rum på lastbilssidan kommande år.
1999 träffade Investor ett avtal med Volvo om avyttring av hela innehavet i Scania. AB Volvo förvärvade den 12 januari 1999 12,8 % av aktierna i Scania. AB Volvos ägarandel i Scania ökade den 30 april till 20,94 %. Efter samförstånd med familjen Wallenberg under augusti 1999, förvärvades Investors aktier i Scania och AB Volvo får därmed ett ägande i Scania om 43,1 % av aktierna. Affären godkändes sedermera inte av EU:s konkurrensmyndighet. Volvo skapade istället holdingbolaget Ainax (eXit scANIA baklänges) som stod som ägare till de Scaniaaktier man förvärvat. Ainax-aktierna delades ut till Volvos aktieägare.
Volvo köpte senare upp konkurrenterna Mack Trucks, Nissan Diesel och Renault Trucks. 2008 följde ett slutgiltigt avtal med indiska fordonstillverkaren Eicher Motors. 2015 blev Volvo delägare i kinesiska Dongfeng Commercial Vehicles.
År 2011 efterträddes Leif Johansson av Olof Persson. Persson införde under sin tid som VD för Volvo en funktionell organisation, banade väg för kostnadsbesparingar och slöt samarbetsavtal med den kinesiska lastbilstillverkaren Dongfeng. Olof Persson ersattes av Martin Lundstedt år 2015.
Den 1 oktober 2012 slutförde AB Volvo försäljningen av Volvo Aero till den brittiska verkstadskoncernen GKN.

## Tidslinje

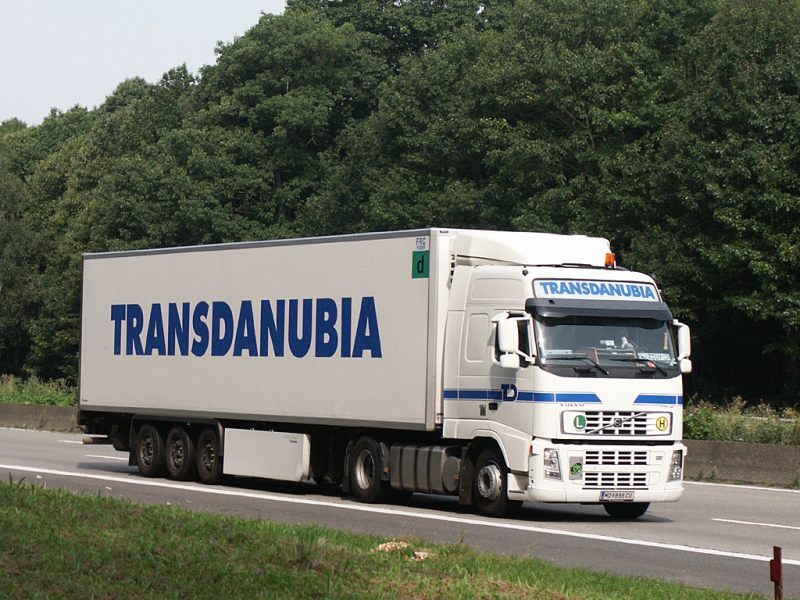
Volvo FH12.

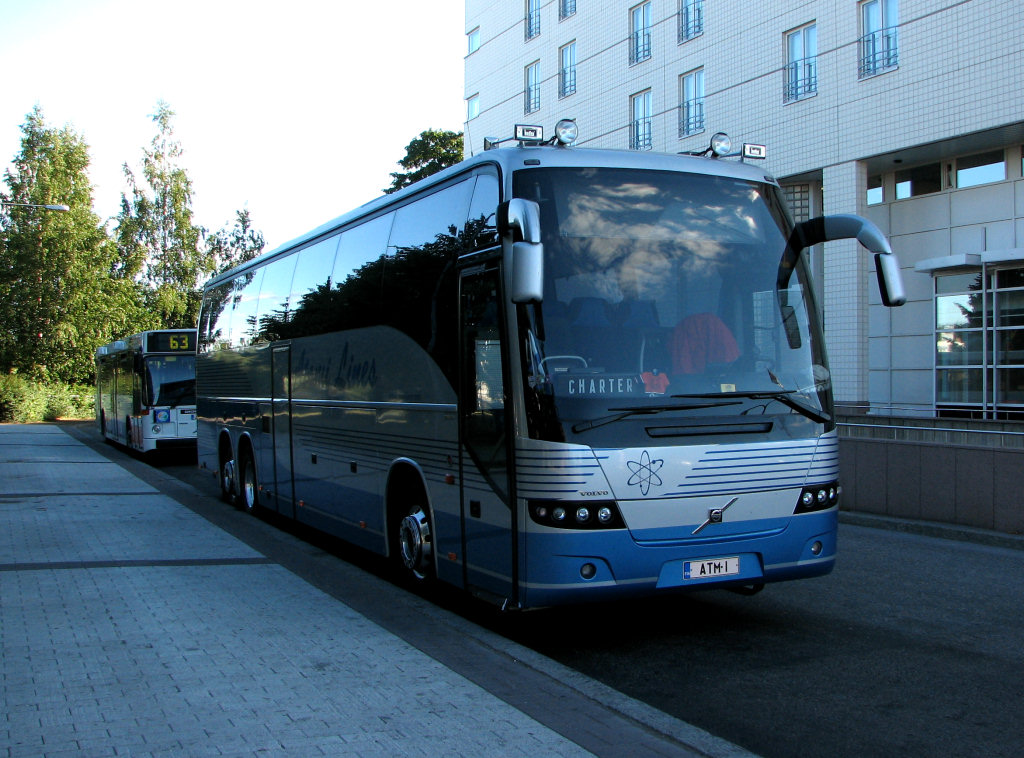
Volvo 9700.

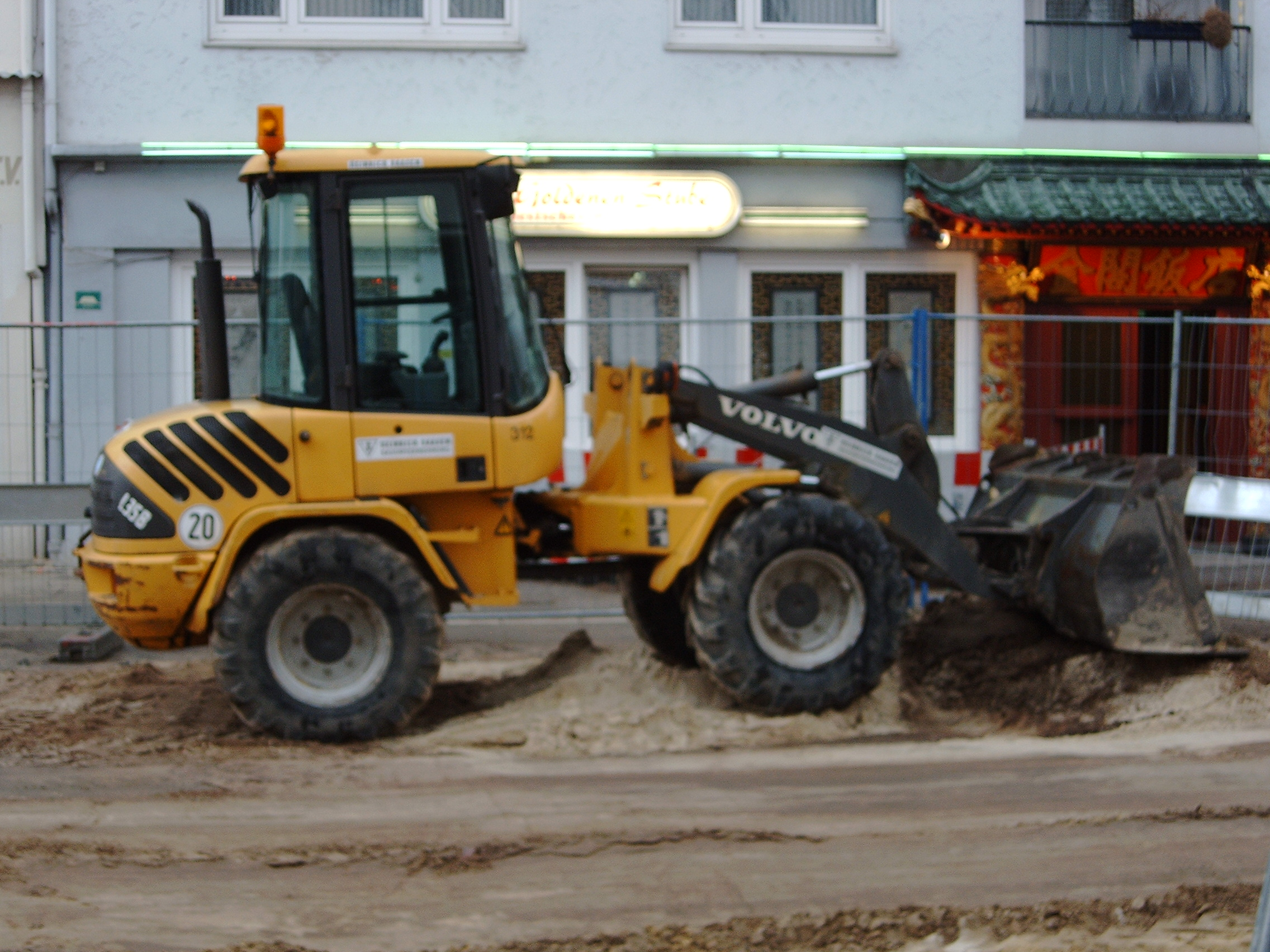
Volvo L35B kompaktlastare från Volvo Construction Equipment (VCE).

Volvos historia förknippas ofta med biltillverkningen. AB Volvo som helhet har fler aspekter att ta upp historiskt. Se även vidare under respektive affärsområde inom koncernen för historia. Nedan följer några milstolpar i Volvokoncernens historia.
- 1926: AB Volvo som bilföretag grundas som ett dotterbolag till SKF.
- 1927: Den första serietillverkade bilen, modell ÖV4 lämnar fabriken och företaget hade officiellt grundats.
- 1928: Volvo börjar tillverka lastbilar samt bussar.
- 1928: Oy Volvo Auto AB i Helsingfors blev Volvos första utlandsbolag.
- 1930: Motorleverantören Pentaverken blir en del av Volvo.
- 1935: AB Volvo introduceras på Stockholmsbörsen och SKF släpper därmed sin ägardominans.
- 1941: Volvo köper aktiemajoriteten i Nohab flygmotor, vars namn ändrades till Svenska Flygmotor AB.
- 1941: Den 50 000:e Volvon sedan starten levererades.
- 1942: Växellådstillverkningen vid Köpings mekaniska verkstad köps upp av Volvo.
- 1949: Detta år tillverkade Volvo för första gången fler personbilar än lastbilar och bussar.
- 1950: Volvo köper upp AB Bolinder-Munktell.
- 1954: Den första lastmaskinen (H-10) baserad på BM 35 tillverkas av Bröderna Lundbergs Mekaniska.
- 1955: Export till USA. De första 82 bilarna skeppades över, 12 PV444 och 70 Volvo Duett.[28] När Volvochefen Assar Gabrielsson hos handelsminister Gunnar Lange anhöll om dollarvaluta för att inleda export av Volvobilar till USA möttes han av ett gapskratt.[29]
- 1956: Sommaren 1956 visades på bilsalongen i New York en vit PV444 med ljusgul och svart klädsel, och före årets slut hade Volvo ett hundratal återförsäljare i USA. Samma år exporterades 5 000 bilar dit.[28]
- 1958: Volvo Penta lanserar Aquamatic.
- 1958: Omsättningen överstiger 1 miljard kronor, och fler än 10 000 bilar gick på export.
- 1960: Försäkringsbolaget Volvia bildades.
- 1963: I Halifax i Kanada öppnas Volvos första sammansättningsfabrik utomlands.
- 1964 AB Volvo köper Gösta Nyströms Karosserifabrik i Umeå som då blir Volvo Umeverken. Än i denna dag är fabriken i Umeå tillverkare av Volvos premiumhytter för de tunga lastbilarna FH, FH16, FM och FMX.
- 1964: Torslandaverken invigs.
- 1965: Sammansättningsfabrik Gent i Belgien tas i bruk.
- 1969: Olofströmsverken blir en del av Volvo.
- 1971: Pehr G. Gyllenhammar efterträder Gunnar Engellau som vd för Volvo.
- 1972: Volvo köpte 33% av aktierna i personbilsdelen av holländska DAF.
- 1973: Den 1 november meddelar Volvo att man köpt Jofa.[30]
- 1974: Den 18 mars köper Volvo båttillverkaren Ryds Industri AB i Växjö.[31]
- 1977: Samgående diskuteras med Saab-Scania, som senare drar sig ur. Volvos styrelse meddelade den 28 augusti detta år att det inte blir någon fusion mellan bolagen.[32]
- 1977: Volvo fyllde 50 år, vilket bland annat firades med att samtliga 62 000 anställda i bolaget fick en jubileumsklocka. Den första klockan gick till styrelseordföranden Gunnar Engellau, följt av veteranen Henry Westerberg. En jubileumsbil hade även tagits fram. Assar Gabrielssons medalj i guld delades samtidigt ut till Svante Simonsson (postumt) och ekonomichefen Per Ekström.[33] Volvo hade även ordnat med företagsvisningar och produktutställningar på 17 Volvo-orter i Sverige och i 11 andra länder samt olika arrangemang hos Volvos 1 700 återförsäljare i 160 länder.[34]
- 1978: den 24 april tillkännagavs att Tore Browaldh blir ny styrelseordförande i Volvo efter Gunnar Engellau.[35]
- 1979: Samarbetsavtal med franska Renault.
- 1980: Volvo tecknar den 11 juli ett femårsavtal med den kinesiska provinsen Kanton om att bland annat sälja lastbilar och bussar för 500 miljoner kronor per år.[36]
- 1981: Fusion med Beijerinvest – Anders Wall blir styrelseordförande.
- 1988: I mars tillkännagavs att Volvo övertagit bussdelen av engelska Leyland Motors. Därmed blev Volvo ägare till ett av världens mest välrenommerade bussmärken.
- 1989: Volvo inledde, som första europeiska lastbilsmärke, reguljär försäljning av lastbilar i Japan.
- 1991: Baronessan och regeringsmedlemmen Lydia Dunn från Hongkong, valdes in som första kvinna i Volvos styrelse.
- 1991: Som en del i 16-miljardersatsningen på Volvo 850, invigdes den nya Östra Fabriken i Skövde.
- 1993: Vid ett styrelsemöte den 2 december, framgick det att fusion med Renault inte skulle bli av. Pehr G Gyllenhammar avgick därför som ordförande och sålde alla sina aktier i AB Volvo.
- 1997: AB Volvo avyttrar sin andel i bryggeriet Pripps Ringnes, som ett led i fokusering på fordonsverksamheten.
- 1998: Avveckling av hela innehavet i PharmaciaUpjohn.
- 1998: Förvärv av det mexikanska bussbolaget MASA.
- 1998: Förvärv av en andel av det nordamerikanska stadsbussbolaget Nova Bus.
- 1998: Förvärv av sydkoreanska Samsungs anläggningsmaskinsverksamhet.
- 1998: Samarbetsavtal med tyska motortillverkaren Deutz om utveckling och tillverkning av dieselmotorer. Volvo förvärvade även 10% av aktierna i bolaget.
- 1999: AB Volvo förvärvar den 12 januari 12,8 % av aktierna i Scania.
- 1999: Nederländska staten tillkännager den 15 februari att man säljer sitt innehav i NedCar till de två övriga ägarna Volvo Personvagnar AB och Mitsubishi Motors.
- 1999: Volvokoncernen säljer av personbilstillverkningen till Ford Motor Company.
- 1999: Volvo Aero förvärvade i mars aktiemajoriteten i Norsk Jetmotor A/S som därmed bytte namn till Volvo Aero Norge A/S.
- 1999: AB Volvos ägarandel i Scania ökade den 30 april till 20,94 %. Efter samförstånd med familjen Wallenberg under augusti 1999, förvärvades Investors aktier i Scania och AB Volvo får därmed ett ägande i Scania om 43,1 % av aktierna.
- 2000: AB Volvo köper upp konkurrenterna Mack Trucks och Renault Trucks, mot att Renault AB får 20 % av aktierna i AB Volvo.
- 2006: AB Volvo köper upp aktiemajoriteten i Nissan Diesel numera UD Trucks (Nissans egen lastbilstillverkare), med förhoppningar att få köpa delar av den kinesiska lastbilstillverkaren Dongfeng.
- 2007: AB Volvo lägger ett bud på alla aktier i Nissan Diesel för att kunna omvandla företaget till ett dotterbolag. Den 14 april firade Volvo 80-årsjubileum.
- 2008: Slutgiltigt avtal med indiska fordonstillverkaren Eicher Motors.
- 2009: Louis Schweitzer utses till ny styrelseordförande i AB Volvo.
- 2010: Efter nära 14 år som vd och koncernchef för AB Volvo, meddelade Leif Johansson att han avser att lämna sitt uppdrag till sommaren 2011 i samband med att han fyller 60 år. Volvo ingår samarbete med Världsnaturfonden WWF om minskade koldioxidutsläpp.
- 2011: Volvos styrelse utser Olof Persson till ny vd och koncernchef för AB Volvo.
- 2012: Carl-Henric Svanberg utses till ny styrelseordförande för Volvo och efterträder därmed Louis Schweitzer.[37]
- 2012: Den 1 oktober 2012 slutförde AB Volvo försäljningen av Volvo Aero till den brittiska verkstadskoncernen GKN.
- 2013: Volvo Lastvagnar förnyade hela sitt europeiska modellprogram och lanserade Euro 6-motorer från den minsta medeltunga motorn på 5 liter till den tunga 13-litersvarianten. Sedan september 2012 hade fem nya lastbilsmodeller introducerats.[38][39][40][41]
- 2015: Martin Lundstedt utses till ny VD och koncernchef. Olof Persson lämnar bolaget.[42]
- 2015: Volvo blir delägare i kinesiska Dongfeng Commercial Vehicles.[27]
- 2015: Volvo Bussars ElectriCity-projekt startar i Göteborg, elbussar  och infrastruktur utvecklas tillsammans med samarbetspartners i Göteborg. Flera säkerhetsfunktioner lanseras: Volvo Dynamic Steering (VDS), kollisionsvarning framåt (FCW), kollisionsvarning och nödbroms (CWEB), körfältsassistans (LKS) och aktiv farthållare (ACC).
- 2016–2017: Forskning och utveckling kring autonoma fordon går in i en ny fas. Volvos helautomatiserade lastbil testas i en gruva i Kristineberg, en automatiserad sopbil testas i stadsmiljö och en automatiserad skördetröska testas i Brasilien under sockerskörden. Volvo CE presenterar sitt nya koncept Electric Site, autonoma och elektriska anläggningsmaskiner.

## Personbilstillverkning
Personbilstillverkningen, Volvo Personvagnar, som var den ursprungliga verksamheten och bland annat innefattar delar av Torslandaverken i Göteborg ägdes mellan 1 januari 1999 och 2 augusti 2010 av Ford Motor Company, varefter Volvo Personvagnar såldes till kinesiska Zhejiang Geely Holding Group.

## Verksamhet
Volvokoncernens verksamhet:
- Volvo Lastvagnar, medeltunga till tunga lastbilar för fjärr- och regionaltransporter, samt anläggningsarbete.
- Mack Trucks, lätta lastbilar för distribution och tunga lastbilar för fjärrtransporter.
- Renault Trucks (tunga lastbilar främst för anläggningssegmentet och tunga regionala transporter)
- UD Trucks tidigare Nissan Diesel, medeltunga lastbilar.
- Dongfeng Commercial Vehicles (45%), tunga och medeltunga lastbilar
- Volvo Construction Equipment, anläggningsmaskiner, en rad olika typer av maskiner för anläggningsarbete och närliggande branscher. Tidigare Volvo BM, se även AB Bolinder-Munktell
- SDLG, anläggningsmaskiner (Kina)
- Eicher, lastbilar (Indien)[45]
- Volvo Bussar, kompletta bussar och chassier för stadstrafik, linjetrafik och turisttrafik.
- Volvo Penta, marina drivsystem för fritidsbåtar och kommersiell sjöfart, dieselmotorer och drivsystem för industriella applikationer.
- Volvo Financial Services, kundfinansiering, koncernens internbank, verksamt inom fastighetsförvaltning.
- Arquus[46]

## Volvos varumärken
- Volvo
- Volvo Penta
- UD Trucks
- Terex Trucks[48]
- SDGL[49]
- Arquus
- Renault Trucks
- Prevost
- Nova Bus
- Mack
- Eicher
- Dongfeng Trucks[50][51]

## Personer

### Ordförande
- Björn Prytz (1930-1956)
- Assar Gabrielsson (1956–1962)
- Franz Hartmann (1962-1971)
- Gunnar Engellau (1971–1978)
- Tore Browaldh (1978–1981)
- Anders Wall (1981–1983)
- Pehr G. Gyllenhammar (1983–1993)
- Bert-Olof Svanholm (1994–1997)
- Håkan Frisinger (1997–1999)
- Lars Ramqvist (1999–2004)
- Finn Johnsson (2004–2010)
- Louis Schweitzer (2010–2012)
- Carl-Henric Svanberg (2012–2024)
- Pär Boman (2024-)

### VD:ar
- Assar Gabrielsson (1926–1956)
- Gunnar Engellau (1956–1971)
- Pehr G. Gyllenhammar (1971–1983)
- Håkan Frisinger (1983–1987)
- Gunnar L. Johansson (1987–1990)
- Christer Zetterberg (1990–1992)
- Sören Gyll (1992–1997)
- Leif Johansson (1997–2011)
- Olof Persson (2011–2015)
- Martin Lundstedt (2015–)

## Gator med anknytning till Volvo
I stadsdelen Rambergsstaden på Hisingen i Göteborg namngavs Volvogatan 1929 efter närheten till Volvos anläggningar. Volvo Jakobs Väg i stadsdelen Sörred fick sitt namn 1991 efter Volvos första personbil ÖV 4, kallad "Jakob". Gunnar Engellaus väg i stadsdelen Torslanda i Göteborg är uppkallad efter Volvos tidigare chef.

## Samarbete med högskolor och universitet
Företaget har ett strategiskt samarbete inom forskning och rekrytering med ett antal högskolor och universitet såsom Chalmers tekniska högskola, Handelshögskolan vid Göteborgs universitet, Mälardalens högskola, Högskolan i Skövde, Penn State University, INSA Lyon, EMLYON Business School, NC State University och Sophia University.